# Chisar
Chisar (bułg. Хисар) – wieś w Bułgarii, w obwodzie Kyrdżali, w gminie Krumowgrad. W 2024 roku liczyła 18 mieszkańców.